# Ähtäri
Ähtäri (Etseri trong tiếng Thụy Điển) là một thành phố Phần Lan.
Vị trí ở tỉnh Tây Phần Lan trong vùng Nam Ostrobothnia. Đô thị này có dân số 7.000 người (2003) và diện tích 908,70 km² trong đó có 103,33 km² là diện tích mặt nước. Mật độ dân số là 8,7 người trên mỗi km².
Đô thị này chỉ sử dụng tiếng Phần Lan